# Team 10

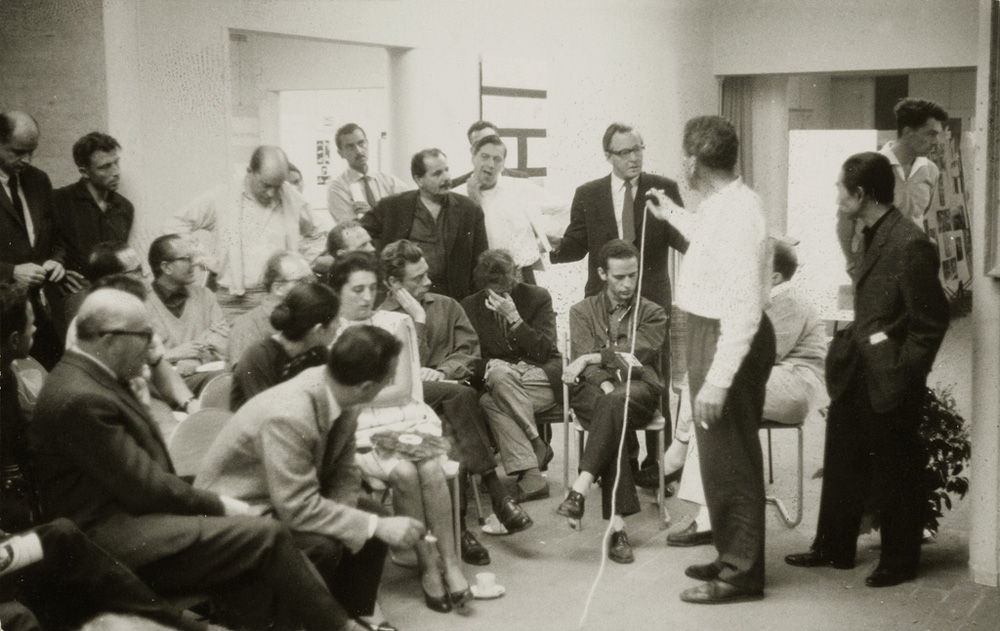
Congresso de Otterlo, o último dos Congressos Internacionais da Arquitetura Moderna, em setembro de 1959. Esse CIAM foi organizado pelo Team 10.

O Team 10 (também conhecido como Team X) refere-se a um grupo (sem vínculo formal) de arquitetos reunidos após a dissolução do Congresso Internacional da Arquitetura Moderna (CIAM) com o objetivo de rever os seus conceitos. Entre seus membros mais assíduos e importantes estiveram Jaap Bakema, Georges Candilis, Aldo van Eyck, Giancarlo De Carlo, Alison e Peter Smithson e Shadrach Woods. O grupo formava uma "geração mais jovem" que pretendia manter o espírito do CIAM através de uma revisão crítica.
Alguns críticos incluem entre o grupo os nomes: Josep Antoni Coderch, Ralph Erskine, Amancio Guedes, Rolf Gutmann, Geir Grung, Oskar Hansen, Charles Polonyi, Brian Richards, Jerzy Soltan, Oswald Mathias Ungers, John Voelcker e Stefan Wewerka, entre outros.